# Schloßstraße 23 (Brühl)

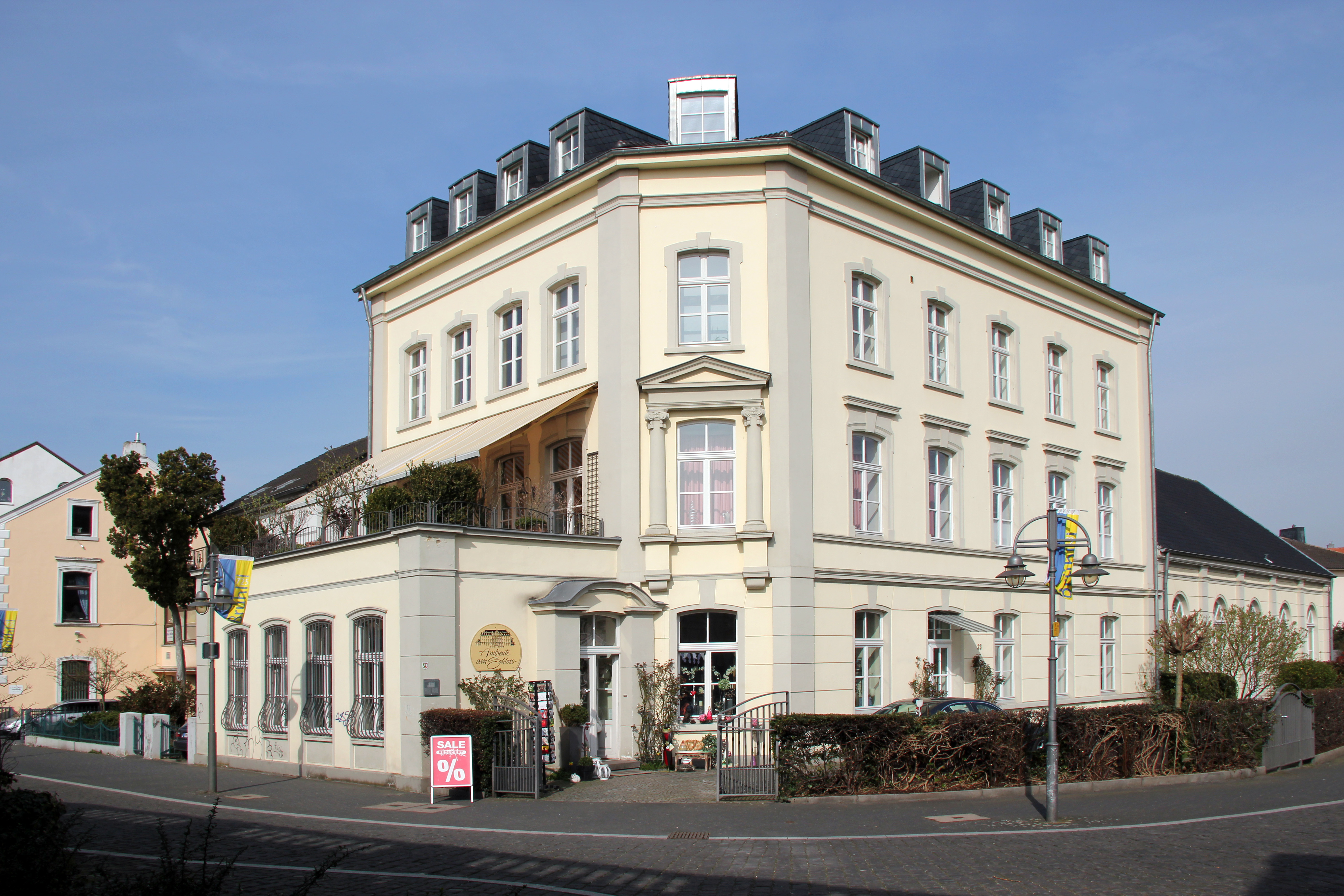
Haus Schloßstraße 23 in Brühl

Das Gebäude Schloßstraße 23 in Brühl, einer Stadt in Nordrhein-Westfalen zwischen Köln und Bonn im Rhein-Erft-Kreis, wurde 1888 errichtet. Das Haus steht als Baudenkmal unter Denkmalschutz.

## Geschichte
Da während der Besuche des Kaisers im Schloss Augustusburg die Hotelzimmer in Brühl für die Schaulustigen nicht ausreichten, wurde 1888 direkt gegenüber dem Schloss, auf dem Grundstück des ehemaligen kurfürstlichen Komödienhauses, das Hotel Deutscher Kaiser gebaut. Das Hotel wurde mit Tanzsaal und Kaffeegarten errichtet. 1919 wurde das Gebäude vom Verleger der Brühler Zeitung gekauft und darin eine Druckerei eingerichtet, die bis 1970 bestand. Ab 1981 befand sich die Galerie am Schloss der Kreissparkasse Köln in den Räumen. Heute sind in dem Gebäude ein Ladengeschäft und Wohnungen untergebracht.

## Beschreibung
Der dreigeschossige Bau im Stil des Historismus besitzt ein Mansarddach und  einen erdgeschossigen Anbau, der ursprünglich als Kaffeegarten diente. Die abgeschrägte Ecke des Hauses wird im ersten Geschoss durch einen Dreiecksgiebel, der auf Säulen ruht, besonders betont. Diese schmale, einachsige Eckfassade wird durch zwei Pilaster gerahmt. Unterhalb des Dachansatzes verläuft ein Gesims. Die Fenster besitzen steinerne Umrahmungen und im ersten Geschoss eine schmale Fensterverdachung.